# Pandoro
Pandoro – tradycyjne włoskie słodkie ciasto drożdżowe zwane „złotym chlebem”, pochodzące z Werony, najbardziej popularne w okresie Bożego Narodzenia oraz Nowego Roku. Nazwa ciasta wywodzi się od włoskich słów pane, które oznacza chleb oraz oro, oznaczającego złoto. Złoty kolor nadają ciastu duże ilości masła i jajek w nim zawarte.
Podstawa tradycyjnego pandoro jest w kształcie ośmioramiennej gwiazdy, a samo ciasto jest złotego koloru. Często podaje się je posypane cukrem pudrem o zapachu wanilii, który w okresie Bożego Narodzenia przypomina zaśnieżone szczyty włoskich Alp. Nie zawiera owoców ani rodzynek. Innym, obok pandoro, popularnym we Włoszech ciastem w okresie świątecznym jest panettone.

## Historia
Pandoro pojawiło się w odległych czasach, produkt dawnej sztuki wypieku chleba. Przez całe średniowiecze biały chleb spożywali wyłącznie bogaci, podczas gdy zwykłych ludzi było stać tylko na czarny chleb, a często nawet nie było to możliwe. Chleby słodkie były zarezerwowane dla szlachty. Chleby wzbogacone jajkiem, masłem i cukrem lub miodem były podawane w pałacach i nazywane były chlebem królewskim lub chlebem złotym.
Początki ciasta pandoro datowane są na XIII wiek, gdzie mogło być ono wypiekane na dworze Sforzów w Weronie, a inspiracją do wypieku pandoro miało być inne ciasto – nadalin. Pierwsze wzmianki na temat deseru wyraźnie oznaczonego jako pandoro datuje się na XVIII wiek. Jeszcze w XVIII wieku Wenecja była głównym rynkiem zbytu dla przypraw, a także dla cukru, który zastąpił miód w europejskich ciastach i chlebach produkowanych z ciasta zakwaszonego. To właśnie w Weronie, na terytorium Wenecji, opracowano i udoskonalono recepturę produkcji pandoro, co wymagało stu lat. Współczesna historia tego chleba deserowego rozpoczęła się w Weronie 30 października 1894, kiedy to Domenico Melegatti uzyskał patent na procedurę, która miała być stosowana przy przemysłowej produkcji pandoro. Melegatti do wniosku o patent dołączył rysunek malarza Angelo Dall'Oca Bianci, który namalował ciasto z podstawą w kształcie ośmioramiennej gwiazdy.